# Pałacowa Brama Wjazdowa

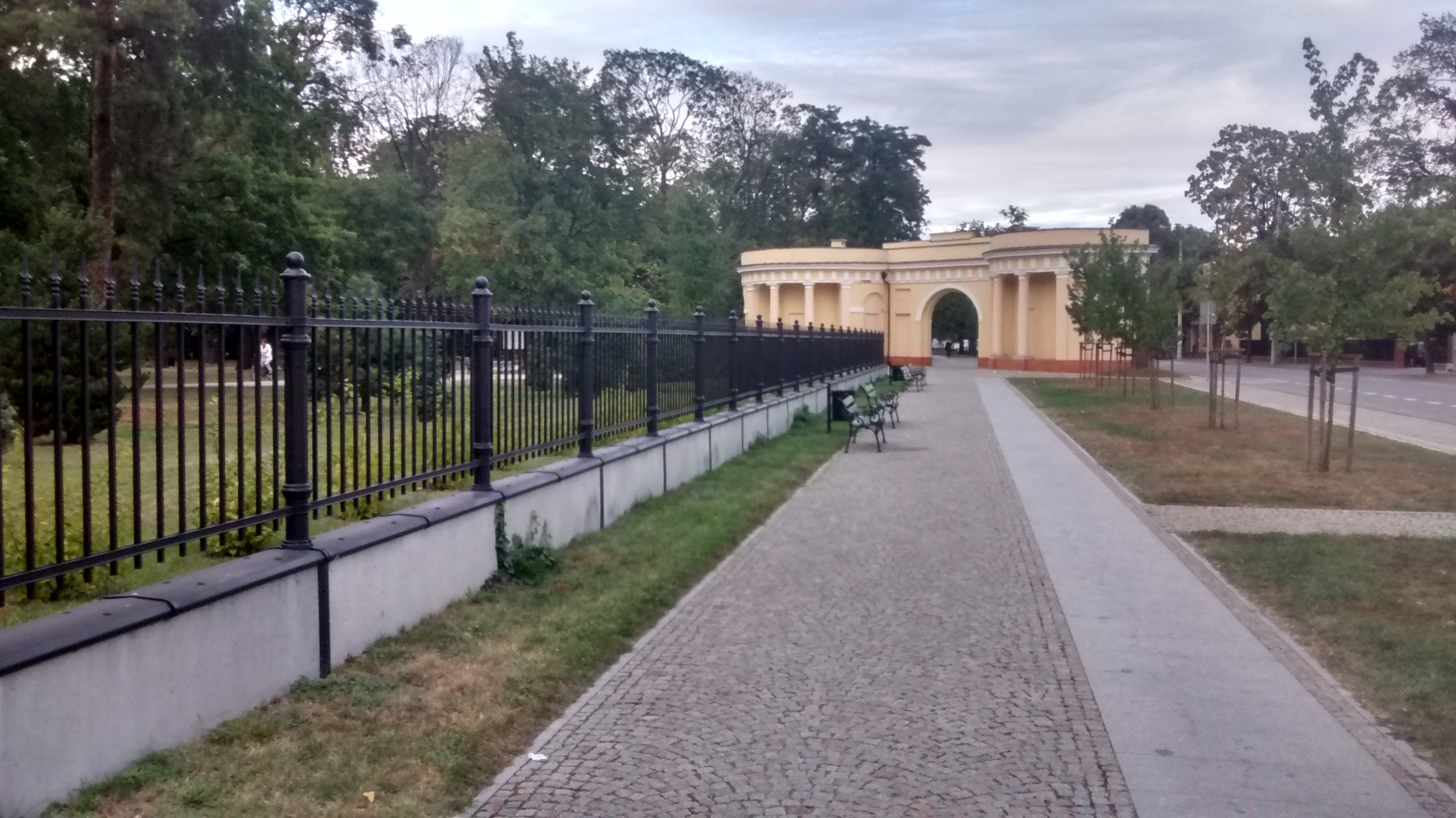
Brama Pałacowa od strony południowej

Pałacowa Brama Wjazdowa – budynek dawnej bramy wjazdowej usytuowanej we wschodniej części parku miejskiego w Skierniewicach. Brama została wybudowana w latach 1770–1780 podczas rządów arcybiskupa Antoniego Kazimierza Ostrowskiego według projektu architekta Efraima Szregera.
Brama została wzniesiona na planie łagodnego łuku z dwoma półkulistymi skrzydłami o kolumnowych portalach mieszczących kordegardy. 
Na ścianach można dostrzec tablice pamiątkowe, do których można zaliczyć poświęcone 500. rocznicy uzyskania praw miejskich oraz tablicę wmurowaną w okresie międzywojennym w hołdzie poległym w latach 1914–1920 synom miasta i powiatu. Swoim przeznaczeniem miała służyć wysokim dostojnikom państwowym i kościelnym. 
Bramą wjeżdżał niegdyś Król Stanisław August Poniatowski.
W budynku znajduje się Stowarzyszenie Tradycji 26 Skierniewickiej Dywizji Piechoty otwarte 17 maja 2014 r.